# トラムリンク

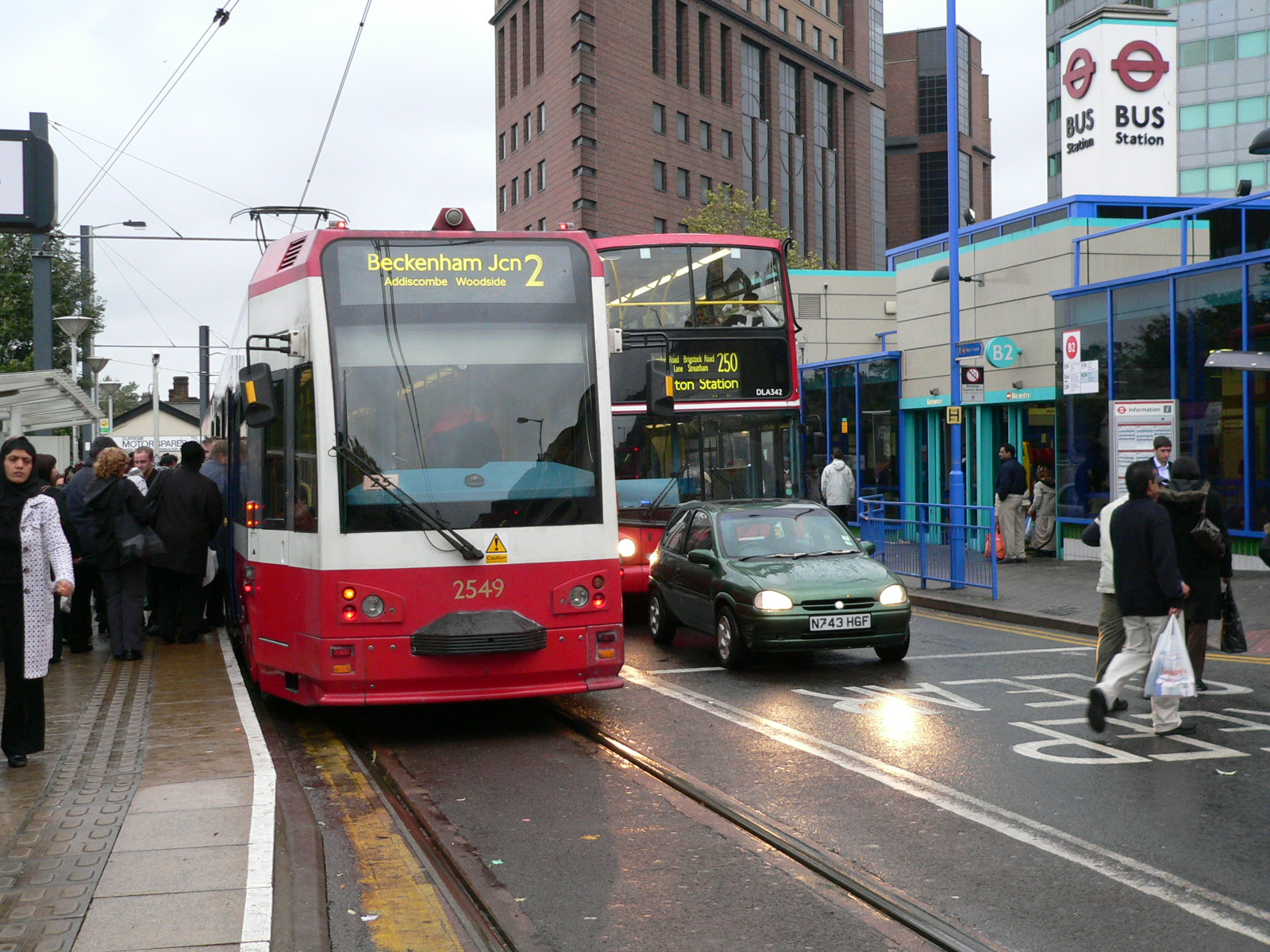
ウェスト・クロイドンに停車中のトラム

トラムリンク（Tramlink）とはロンドン南部を走る路面電車。クロイドン・トラムリンク（Croydon Tramlink）とも呼ばれる。

## 概要
現在クロイドンを中心に、ウィンブルドン、ベックナム方面へ、計3路線が運行されている。ロンドン中心部からは離れたところを走っているため観光客への知名度は低い。
クロイドン循環部は片方向の単線で道路と併用。その他の部分はほぼ専用軌道で単線部分と複線部分が込み入っている。またバークベック-ベックナム・ジャンクション間はナショナル・レールのクリスタル・パレス線と平行して走っている。

### ルート1(黄色)

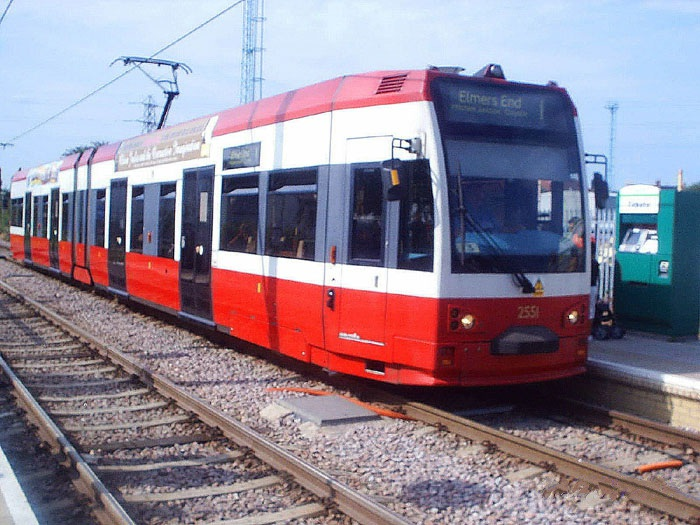

### ルート2(赤)

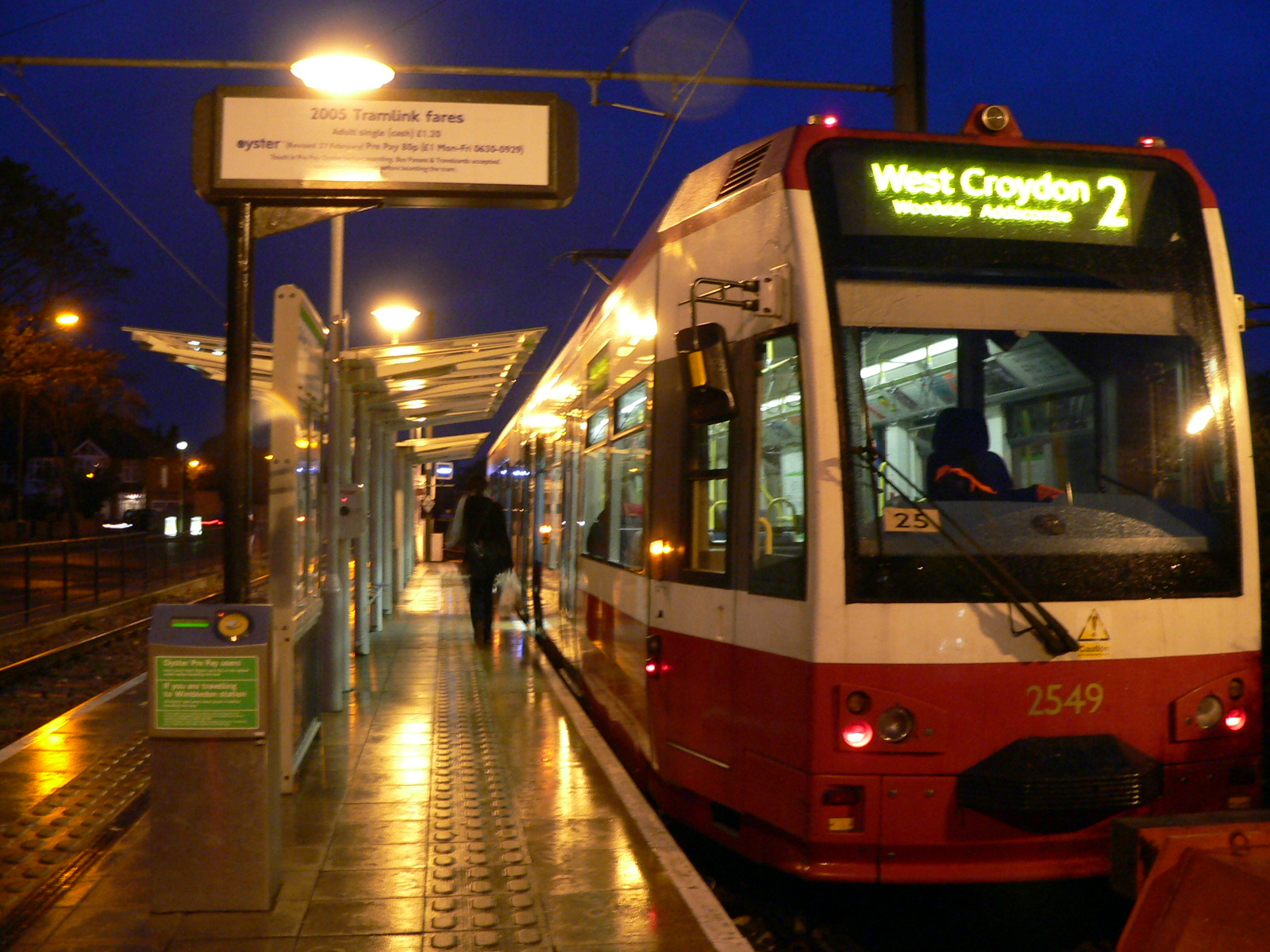
ベックナム・ジャンクション・ターミナル

### ルート3(緑)

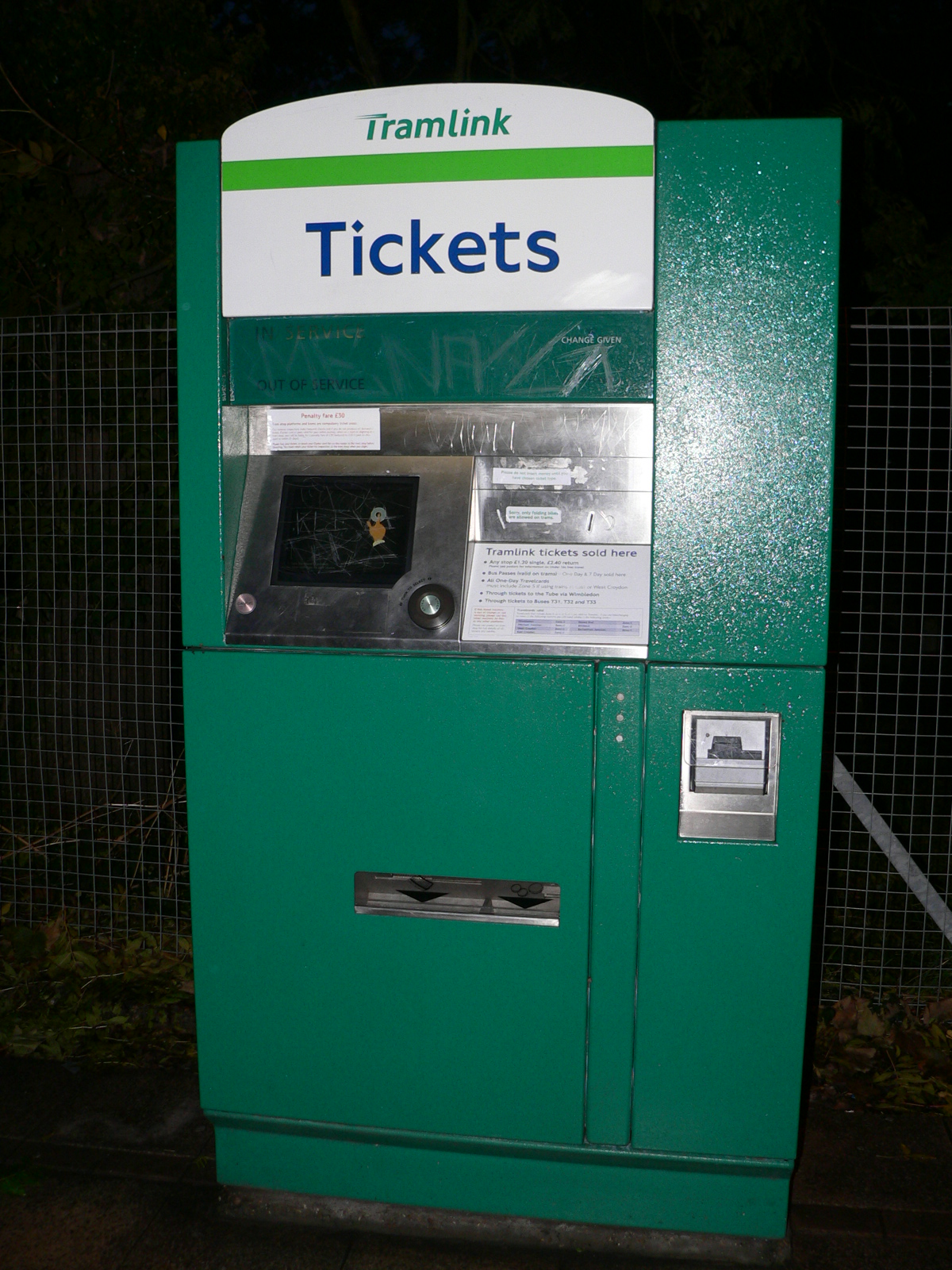
トラムリンクの切符券売機

## 車両
- CR4000形 - ボンバルディア・トランスポーテーション製
- Variobahn - シュタッドラー・レール製

## 参照
- ロンドンの交通
- LRT組合